# José García-Aranda
José María García-Aranda Encinar (Madrid, 1956. március 3. –) spanyol nemzetközi labdarúgó-játékvezető. Polgári foglalkozása testnevelő tanár.

## Pályafutása

### Nemzeti játékvezetés
1972-ben vizsgázott, gyerekmérkőzéseket vezetett, partbíróként tevékenykedett. 1974-ben, a minimális korhatárt elérve csatlakozott a (kasztíliai) Colegio Castellano de Árbitros szövetséghez. 1980-ban országos (nemzeti) minősítést kapott. 1989-ben lett az I. Liga játékvezetője. A nemzeti játékvezetéstől 2001-ben vonult vissza. Első ligás mérkőzéseinek száma: 173.
Játékvezetői hitvallása: Arra születtem, hogy játékvezető legyek, és nem gondolom azt, hogy nekem volt bármilyen másik választásom. Az apám a spanyol liga játékvezetője volt, és sok dolgot tanultam meg tőle. Azt gondolom, hogy mérkőzést vezetni egyfajta művészet. Ha tudod irányítani a játékot, a játék folyamata  művészetté válik, aminek van íze és története, a játékvezetői tevékenység olyan, mint amikor Picasso festeni fog.[forrás?]

#### Nemzeti kupamérkőzések
Vezetett kupadöntők száma: 1.

##### Spanyol labdarúgó-szuperkupa
| Időpont            | Helyszín                   | Mérkőzés típusa     | Mérkőzés                 | Eredmény | Nézők száma |
| ------------------ | -------------------------- | ------------------- | ------------------------ | -------- | ----------- |
| 1999. augusztus 8. | Estadio Mestalla, Valencia | döntő első mérkőzés | Valencia CF–FC Barcelona | 1 – 0    | 45 000      |

##### Spanyol labdarúgókupa
| Időpont          | Helyszín            | Mérkőzés típusa | Mérkőzés                       | Eredmény | Nézők száma |
| ---------------- | ------------------- | --------------- | ------------------------------ | -------- | ----------- |
| 2001. június 30. | La Cartuja, Sevilla | döntő           | RC Celta de Vigo–Real Zaragoza | 1 – 3    | 38 000      |

### Nemzetközi játékvezetés
A Spanyol labdarúgó-szövetség (RFEF) Játékvezető Bizottsága (JB) terjesztette fel nemzetközi játékvezetőnek, a Nemzetközi Labdarúgó-szövetség (FIFA) 1993-tól tartotta nyilván bírói keretében. A FIFA JB központi nyelvei közül a spanyolt, az angolt és a franciát beszéli. Több nemzetek közötti válogatott és klubmérkőzést vezetett, vagy működő társának 4. bíróként segített. A spanyol nemzetközi játékvezetők rangsorában, a világbajnokság-Európa-bajnokság sorrendjében többedmagával a 2. helyet foglalja el 15 találkozó szolgálatával. Az aktív nemzetközi játékvezetéstől 2001-ben búcsúzott. Vezetett nemzetközi mérkőzéseinek száma: 60. Válogatott mérkőzéseinek száma: 14.

#### Labdarúgó-világbajnokság
A világbajnoki döntőhöz vezető úton Franciaországba a XVI., az 1998-as labdarúgó-világbajnokságra és Dél-Koreába - Japánba a XVII., a 2002-es labdarúgó-világbajnokságra a FIFA JB játékvezetőként alkalmazta. 
Selejtező mérkőzéseket az UEFA és a CONMEBOL zónákban vezetett.
Világbajnokságokon vezetett mérkőzéseinek száma: 3.

##### 1998-as labdarúgó-világbajnokság

###### Selejtező mérkőzés
| Időpont             | Helyszín                        | Mérkőzés típusa           | Mérkőzés                  | Eredmény | Nézők száma |
| ------------------- | ------------------------------- | ------------------------- | ------------------------- | -------- | ----------- |
| 1996. november 10.  | Ibrox Stadion, Glasgow          | előselejtező (4. csoport) | Skócia–Svédország         | 1 : 0    | 46 738      |
| 1997. április 30.   | San Paolo Stadion, Nápoly       | előselejtező (2. csoport) | Olaszország–Lengyelország | 3 : 0    | 36 000      |
| 1997. augusztus 20. | Windsor Park Stadion, Belfast   | előselejtező (9. csoport) | Írország–Németország      | 1 : 3    | 12 037      |
| 1997. november 9.   | Cuscatlán Stadion, San Salvador | CONCACAF zónadöntő        | El Salvador–Jamaica       | 2 : 2    | 34 200      |

###### Világbajnoki mérkőzés
| Időpont          | Helyszín                            | Mérkőzés típusa              | Mérkőzés                   | Eredmény | Nézők száma |
| ---------------- | ----------------------------------- | ---------------------------- | -------------------------- | -------- | ----------- |
| 1998. június 10. | Francia Stadion, Saint-Denis        | csoportmérkőzés (A. csoport) | Brazília–Skócia            | 2 : 1    | 80 000      |
| 1998. június 29. | Városi Stadion, Toulouse            | egyik nyolcaddöntő           | Hollandia–Jugoszlávia      | 2 : 1    | 35 500      |
| 1998. július 8.  | Francia Saupin Stadion, Saint-Denis | egyik elődöntő               | Franciaország–Horvátország | 2 : 1    | 76 000      |

##### 2002-es labdarúgó-világbajnokság

###### Selejtező mérkőzés
| Időpont             | Helyszín                       | Mérkőzés típusa           | Mérkőzés              | Eredmény | Nézők száma |
| ------------------- | ------------------------------ | ------------------------- | --------------------- | -------- | ----------- |
| 2000. szeptember 2. | Nemzeti Stadion, Kijev         | előselejtező (5. csoport) | Ukrajna–Lengyelország | 1 : 3    | 56 000      |
| 2001. március 28.   | Centenario Stadion, Montevideo | Dél-amerikai zónadöntő    | Uruguay–Paraguay      | 0 : 1    | 50 000      |
| 2001. június 2.     | Rasunda Stadion, Stockholm     | előselejtező (4. csoport) | Svédország–Szlovákia  | 2 : 0    | 34 327      |

#### Labdarúgó-Európa-bajnokság
Az európai-labdarúgó torna döntőjéhez vezető úton Angliába a X., az 1996-os labdarúgó-Európa-bajnokságra és Belgiumba - Hollandiába a XI., a 2000-es labdarúgó-Európa-bajnokságra az UEFA JB játékvezetőként foglalkoztatta.

##### 1996-os labdarúgó-Európa-bajnokság

###### Selejtező mérkőzés
| Időpont           | Helyszín                  | Mérkőzés típusa           | Mérkőzés          | Eredmény | Nézők száma |
| ----------------- | ------------------------- | ------------------------- | ----------------- | -------- | ----------- |
| 1995. április 26. | Rhein Stadion, Düsseldorf | előselejtező (7. csoport) | Németország–Wales | 1 : 1    | 43 461      |

##### 2000-es labdarúgó-Európa-bajnokság

###### Selejtező mérkőzés
| Időpont          | Helyszín                 | Mérkőzés típusa           | Mérkőzés                 | Eredmény | Nézők száma |
| ---------------- | ------------------------ | ------------------------- | ------------------------ | -------- | ----------- |
| 1999. június 5.  | Wembley Stadion, London  | előselejtező (5. csoport) | Anglia–Svédország        | 0 : 0    | 75 824      |
| 1999. október 9. | Maksimir Stadion, Zágráb | előselejtező (8. csoport) | Horvátország–Jugoszlávia | 2 : 2    | 38 743      |

###### Európa-bajnoki mérkőzés
| Időpont          | Helyszín                       | Mérkőzés típusa              | Mérkőzés              | Eredmény | Nézők száma |
| ---------------- | ------------------------------ | ---------------------------- | --------------------- | -------- | ----------- |
| 2000. június 14. | Roi Baudouin Stadion, Brüsszel | csoportmérkőzés (B. csoport) | Belgium– Olaszország  | 2 : 0    | 44 500      |
| 2000. június 25. | Kuip Stadion, Rotterdam        | egyik negyeddöntő            | Hollandia–Jugoszlávia | 6 : 1    | 50 000      |

#### Olimpiai játékok

##### 1996. évi nyári olimpiai játékok
Amerika rendezte a XXVI., az Férfi labdarúgótornát az 1996. évi nyári olimpiai játékokon, valamint a Női labdarúgótornát az 1996. évi nyári olimpiai játékokon, ahol a FIFA JB bírói szolgálatra alkalmazta.

###### Férfi labdarúgótorna az 1996. évi nyári olimpiai játékokon
| Időpont          | Helyszín                | Mérkőzés típusa        | Mérkőzés          | Eredmény | Nézők száma |
| ---------------- | ----------------------- | ---------------------- | ----------------- | -------- | ----------- |
| 1996. július 23. | RFK Stadion, Washington | selejtező (C. csoport) | Ghána–Olaszország | 3 : 2    | 27 849      |
| 1996. július 31. | Sanford Stadion, Athens | egyik elődöntő         | Nigéria–Brazília  | 4 – 3    | 78 587      |

###### Női labdarúgótorna az 1996. évi nyári olimpiai játékokon
| Időpont          | Helyszín                | Mérkőzés típusa | Mérkőzés          | Eredmény | Nézők száma |
| ---------------- | ----------------------- | --------------- | ----------------- | -------- | ----------- |
| 1996. július 21. | RFK Stadion, Washington | egyik elődöntő  | Norvégia–Brazília | 2 : 2    | 45 946      |

#### Nemzetközi kupamérkőzések
Vezetett Kupa-döntők száma: 2.

##### UEFA-kupa
Az UEFA JB megbízására, nemzetközi szakmai pályafutásának elismeréseként küldték a döntő vezetésére.
| Időpont         | Helyszín                        | Mérkőzés típusa        | Mérkőzés                     | Eredmény | Nézők száma |
| --------------- | ------------------------------- | ---------------------- | ---------------------------- | -------- | ----------- |
| 1997. május 21. | Giuseppe Meazza Stadion, Milánó | döntő második mérkőzés | Internazionale–FC Schalke 04 | 1 : 0    | 81 675      |

##### Interkontinentális kupa
| Időpont           | Helyszín                      | Mérkőzés típusa | Mérkőzés                   | Eredmény | Nézők száma |
| ----------------- | ----------------------------- | --------------- | -------------------------- | -------- | ----------- |
| 1997. december 2. | Nemzeti Saupin Stadion, Tokió | döntő           | Borussia Dortmund–Cruzeiro | 2 : 0    | 51 514      |

## Sportvezetőként
2001-től a Escuela Nacional de Árbitros del Comité Técnico de Árbitros (CTA) igazgatója, az UEFA JB tagja, majd 2003-2011 között a FIFA JB utánpótlásának biztosításáért felelős vezető. 2011-2014 között az Orosz labdarúgó-szövetség JB elnökének tanácsadója. 2013-tól az International Center for Innovation and Development (CIID) igazgatója, a Spanyol Labdarúgó-szövetség (RFEF) elnökének tanácsadója nemzetközi bírói ügyekben. Tanácsadóként több országban tevékenykedett.

## Írásai
Internetes oldalán a játékvezetőkről (oktatás, működés, életpálya) közöl információkat.

## Szakmai sikerek
Az IFFHS (International Federation of Football History & Statistics) 1987-2011 évadokról tartott nemzetközi szavazásán 151, játékvezető besorolásával minden idők 36, legjobb bírójának rangsorolta, holtversenyben Luis Medina Cantalejo társaságában. A 2008-as szavazáshoz képest 7 pozíciót hátrább lépett.